# Remnants of War
Remnants of War è il secondo album della band heavy metal statunitense Helstar.

## Tracce
1. Unidos Por Tristeza – 0:48
2. Remnants of War – 3:45
3. Conquests – 3:47
4. Evil Reign – 4:32
5. Destroyer – 5:04
6. Suicidal Nightmares – 5:20
7. Dark Queen – 4:00
8. Face The Wicked One – 5:16
9. Angel Of Death – 6:18

## Formazione
- James Rivera - voce
- Larry Barragan - chitarra
- Rob Trevino - chitarra
- Jerry Abarca - basso
- Rene Luna - batteria